# Alice Garner
Alice Garner (* 1969) ist eine australische Schauspielerin.

## Leben
Garner, Tochter der Schriftstellerin Helen Garner und eines Schauspielers, promovierte im Fach Französische Geschichte an der Universität Melbourne. Sie debütierte als minderjährige Schauspielerin in einer größeren Rolle im Filmdrama Monkey Grip aus dem Jahr 1982, mit dem ein Roman ihrer Mutter aus dem Jahr 1977 verfilmt wurde. Diese Rolle brachte ihr im gleichen Jahr eine Nominierung für den Australian Film Institute Award, ihre Mutter riet ihr dennoch von der Schauspielerkarriere ab. Nach einer sechsjährigen Pause spielte sie eine größere Rolle im Filmdrama Lover Boy (1988), nach dem sie in den fünf weiteren Jahren bis zur Rolle neben Noah Taylor im Drama The Nostradamus Kid (1993) nur einige Gastauftritte in Fernsehserien hatte.
Die Rolle in der Komödie Liebe und andere Katastrophen (1996) brachte Garner im Jahr 1996 eine weitere Nominierung für den AFI Award und im Jahr 1997 den Film Critics Circle of Australia Award. In der Komödie Strange Planet (1999) übernahm sie neben Claudia Karvan und Naomi Watts eine der Hauptrollen. Für den Soundtrack zum Filmdrama One Night the Moon (2001) erhielt sie im Jahr 2002 gemeinsam mit einigen weiteren Beteiligten den australischen Screen Music Award.
Die Schauspielerin ist verheiratet und hat drei Kinder. Sie veröffentlichte zwei Bücher: Ihre Promotionsarbeit und The Student Chronicles über ihre Studienzeit.

## Filmografie (Auswahl)
- 1982: Monkey Grip
- 1988: Lover Boy
- 1993: The Nostradamus Kid
- 1994: Miss Taurus (Kurzfilm)
- 1996: Liebe und andere Katastrophen (Love and Other Catastrophes)
- 1998–2000: SeaChange (Fernsehserie)
- 1999: Strange Planet
- 2001–2002: The Secret Life of Us (Fernsehserie)
- 2006: Jindabyne – Irgendwo in Australien (Jindabyne)